# Organización Ardila Lülle

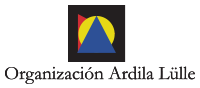
Logo

Die Organización Ardila Lülle S.A. (OAL) ist einer der führenden Mischkonzerne in Kolumbien und Lateinamerika. Die Organisation wurde 1951 von Carlos Ardila Lülle, einer der einflussreichsten kolumbianischen Geschäftsleute gegründet und hat seinen Sitz in Bogotá, Kolumbien. Heute generiert die OAL Beschäftigung für mehr als 40.000 Menschen.
Die Unternehmen, die die Organisation bilden, sind spezialisiert auf die Herstellung und Verarbeitung von Waren und Dienstleistungen u. a. in den Bereichen Getränke (Postobón steht für 35 % des Umsatzes des Konzerns), Zucker, Medien, Verpackung, Lebensmittel, Versicherungen, Sport, Transportwesen und Automobil.
Die Organización Ardila Lülle wird als Industriekonzern betrieben. Zusammen mit seinen unzähligen  Tochtergesellschaften sind sie bei Getränkeherstellung, Agro-Industrie und Finanzdienstleistungen aktiv. Das Unternehmen produziert und vertreibt Nichtalkoholika und kohlensäurehaltige Erfrischungsgetränke. Auch der Radiosender Radio Cadena Nacional und der Fernsehsender RCN Televisión gehören dazu. OAL exportiert seine Produkte in die USA, nach Kanada, Spanien, den Niederlanden, Jamaika, Curaçao, Aruba, Costa Rica und Brasilien.

## Unternehmen der OAL
Folgende Unternehmen sind in die Organisation Ardila Lülle integriert:

### Medien
- Radio Cadena Nacional (Radio)
- RCN Televisión (Fernsehen)
- La República (Finanz-Tageszeitung)
- Mundo Fox
- RCN Cine
- NTN24 (TV-Nachrichten)
- Win Sports (offizieller Kanal der Liga Águila)
- RCN Novelas (Telenovelas)

### Getränke
- Postobón (Erfrischungsgetränk)
- Projugo (Säfte)
- Iberplast S.A. (Behälter und Verpackungen)
- Central Cervecera de Colombia S.A.S. (Verarbeitung, Vermarktung und Vertrieb)

### Agroindustrie
- Incauca S.A. (Zucker, Süßstoffe, organische Dünger, Alkohole)
- Ingenio Providencia (Zucker, Alkohole)
- Sucromiles S.A. (Lebensmittelzutaten)
- HISPALA-Sotará (Milchprodukte)
- Grupo Núcleos de Madera (Anbau und Produktion von Holz für die Industrie)
- Ingenio Presidente Benito Juárez, S.A. (Zuckerfabrik)

### Partner
- Ingenio Risaralda (Raffinierter Zucker)
- O-I Peldar (Glasbehälter, Flaschen)
- Crown Colombiana S.A. (Behälterbau für Getränkeindustrie)

### Automobil
- Los Coches La Sabana S.A. (Automobilkonzessionär für Volkswagen, Ford, Dodge, Jeep, RAM y Renault)
- Los Autos (Automobil-Vertretung für Morris Garages, Maxus)
- Sonolux

### Sponsor
- Atlético Nacional
- Liga Postobón
- Clásico RCN (Radsport)
- Postobón Patinaje (Schlittschuhsport)

### Sonstige
- ARESS (Versicherungen)
- Edinsa S.A. (Fracht-Transporte)